# Apolityczność
Apolityczność – odnosi się do dwóch podobnych pojęć.
- Apolityczność – postawa obojętności wobec aktualnych zagadnień politycznych polegająca na odrzuceniu udziału w życiu politycznym, co przejawia się np. w nieuczestniczeniu w wyborach bądź referendum czy zaniechaniu działalności związanej z polityką;

- Apolityczność – zasada prawna, która zobowiązuje osoby sprawujące określone funkcje w państwie do nieangażowania się w żadną działalność polityczną, także związaną z przynależnością do partii politycznej i związków zawodowych. Zasada apolityczności wynika z przyjętych w państwach demokratycznych norm, których podstawą jest konstytucja oraz odpowiednie ustawy. W Polsce apolityczność obowiązuje np. członków Krajowej Rady Radiofonii i Telewizji, Prezesa Urzędu Ochrony Danych Osobowych, sędziego, a także funkcjonariuszy Policji, Agencji Bezpieczeństwa Wewnętrznego, Służby Więziennej oraz żołnierzy zawodowych.